# Estació de Mont-i-sol
L'Estació de Mont-i-sol, oficialment i en castellà Montesol, és una de les 4 estacions del metro de València situada al terme de l'Eliana. Se situa arran de terra, al marge esquerre del barranc de Mandor i serveix la urbanització de Mont-i-sol. És un baixador i, per tant, cal sol·licitar-hi parada.
| Procedència/Destinació | <        | Línia | >       | Procedència/Destinació |
| ---------------------- | -------- | ----- | ------- | ---------------------- |
| Llíria                 | l'Eliana |       | El Clot | Torrent Avinguda       |

L'ingrés es fa arran de terra, a l'extrem sud de la urbanització homònima. Se situa al carrer del Rei en Jaume.